# Generația X

Cronologia generațiilor

Generația X este o sintagmă ce se referă la generația persoanelor născute în intervalul aproximativ 1961–1980 (granițele variază de la o sursă la alta; în plus, există decalaje între diferitele spații geopolitice). Sintagma a fost folosită în demografie, științe sociale, marketing și frecvent pusă în legătură cu cultura de masă.

## Originea sintagmei
Prima utilizare a sintagmei îi aparține istoricului de artă american Paul Fussell. În cartea sa, Class: A Guide Through the American Status System (1983), „generația X” reprezintă persoane care se retrag din societate, respingând statutul oferit de aceasta (fără a se identifica cu o generație propriu-zisă). În 1991, scriitorul Douglas Coupland preia sintagma în romanul cu același nume, extinzând portretul făcut de Fussell asupra unei întregi generații. Cartea, concepută ca o povestire în ramă, prezintă amintirile a trei străini de vârste apropiate, uniți de dorința de a se distanța de societate pentru a-și înțelege mai bine menirea.
Sintagma fusese folosită anterior, dar cu o altă semnificație. Astfel, în Regatul Unit al anilor 1960, autorii Charles Hamblett și Jane Deverson au adunat un număr de interviuri cu tineri membri ai subculturii Mod în cartea intitulată chiar Generation X (1965). Cei intervievați aveau sub 25 de ani, prin urmare erau născuți în anii 1940.

## Context
Conform cărții Generations... (1991) de William Strauss și Neil Howe, generația X a fost precedată de generația Baby Boomer (deceniile 5–7) și urmată de generația Y (începând în anii 1980 și încheindu-se în anul 2000).
Economistul canadian David Foot operează în cartea sa, Boom, Bust and Echo... (1997), delimitarea a două subdiviziuni ale intervalului acordat în mod obișnuit generației X: prima jumătate a anilor 1960 este în opinia sa „generația X” propriu-zisă, în vreme ce intervalul 1966/7–1979 este „generația Baby Buster”. Argumentul adus este că Baby Busters (pl.) s-au confruntat cu mai puține probleme în privinca angajărilor. Denumirea „Baby Buster” se opune cea de „Baby Boomer”: cea din urmă sugerează o perioadă de creștere însemnată a ratei natalității (în special după cel de Al doilea război mondial), în vreme ce intervalul „Baby Buster” a cunoscut o natalitate vizibil mai scăzută.

## Generația X în lume

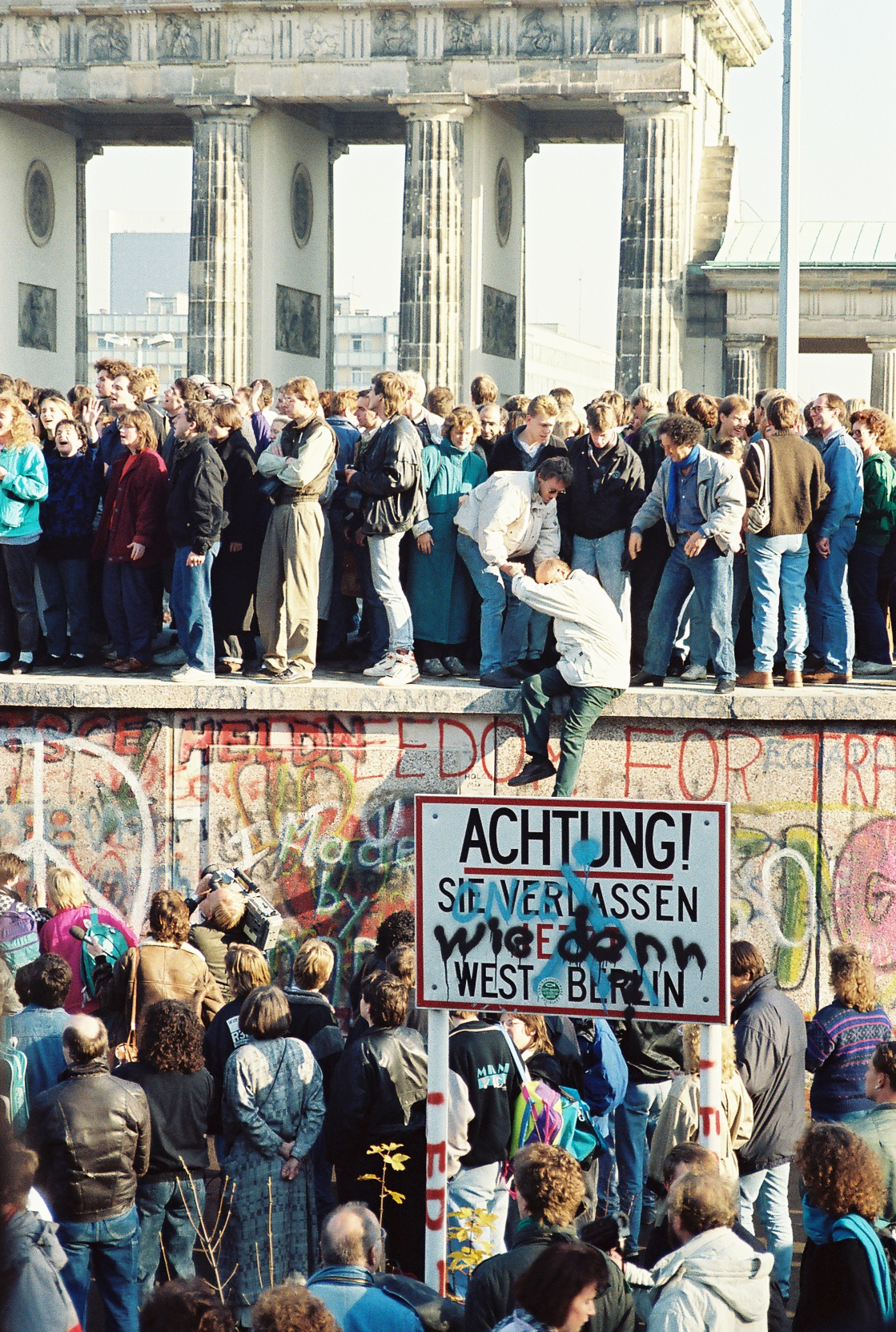
Căderea Zidului Berlinului în 1989 a fost un eveniment marcant în anii de formare ai generației X.

David Foot observă că generația X s-a desfășurat mai devreme în Canada (1958-1964) decât în Statele Unite ale Americii (1960-1966). Strauss and Howe numesc generația X și „a treisprezecea generație”, anume a treisprezecea ce are ocazia să vadă drapelul Statelor Unite ale Americii, de la Benjamin Franklin încoace.

### Epoca pre-internet
Generația X, în mijlocul vieții sale sociale, a căzut într-o situație în care tehnologia a început să se schimbe de mai multe ori înaintea ochilor noștri, provocând o explozie de transformări sociale. Această generație cunoaște viața dincolo de epoca Internetului. Ei pot compara și înțelege avantajele și dezavantajele tehnologiei informației și ritmul schimbărilor lor. "Niciodată din istorie nu va exista o astfel de generație."

### Statele Unite ale Americii
D.M. Gross și S. Scott scriau în 1990 despre americanii născuți în generația X, într-un articol publicat în revista „Time”:
„They possess only a hazy sense of their own identity but a monumental preoccupation with all the problems the preceding generation will leave for them to fix (...) This is the twenty-something generation, those 48 million young Americans ages 18 through 29 who fall between the famous baby boomers and the boomlet of children the baby boomers are producing. Since today's young adults were born during a period when the U.S. birthrate decreased to half the level of its postwar peak, in the wake of the great baby boom, they are sometimes called the baby busters. By whatever name, so far they are an unsung generation, hardly recognized as a social force or even noticed much at all... By and large, the 18-to-29 group scornfully rejects the habits and values of the baby boomers, viewing that group as self-centered, fickle and impractical. While the baby boomers had a placid childhood in the 1950s, which helped inspire them to start their revolution, today's twenty-something generation grew up in a time of drugs, divorce and economic strain (...) They feel influenced and changed by the social problems they see as their inheritance: racial strife, homelessness, AIDS, fractured families and federal deficits”—D.M. Gross și S. Scott

### România

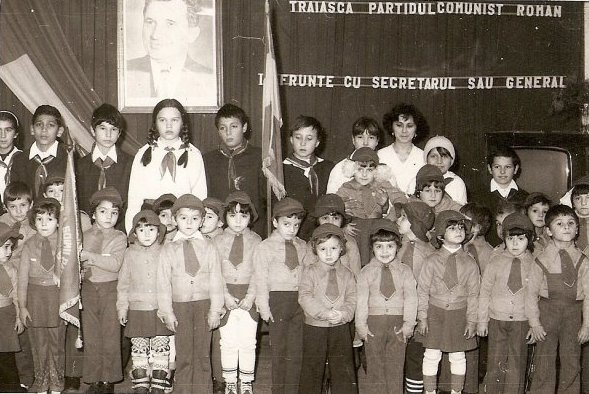
Șoimii Patriei în România comunistă, 1983

Generația X în România a apărut mai târziu decât în Occident, începând la finele anilor 1960, și a durat până în primii ani optzeci. Limita superioară a intervalului indică ultimele promoții de elevi care s-au integrat în organizații de masă socialiste (cel puțin Șoimii Patriei, în cazul preșcolarilor, urmată de Consiliul Național al Pionierilor din România și Uniunea Tineretului Comunist – în cea din urmă au intrat cei născuți mai devreme de 1976).

### Cărți
- Foot, David K. (1997). Boom, Bust and Echo. How to Profit from the Coming Demographic Shift, St. Anthony Messenger Press and Franciscan. ISBN 978-0-921912-97-2
- Strauss, William și Howe, Neil (1991). Generations: The History of America's Future, 1584 to 2069. ISBN 0-688-11912-3

### Articole
- Asthana, Anushka și Thorpe, Vanessa. Whatever happened to the original Generation X?, articol publicat în cotidianul „The Guardian” (23 ianuarie 2005)
- Gross, D.M. și Scott, S. Proceeding with caution, articol publicat în revista „Time” (16 iulie 1990)
- Joachim, Jennifer. Generation X defies definition Arhivat în 23 iulie 2008, la Wayback Machine., articol publicat în ziarul „Nevada Outpost” (1 iunie 1997)
- Stephey, M.J. Gen-X: The Ignored Generation? Arhivat în 4 februarie 2012, la Wayback Machine., articol publicat în revista „Time” (16 aprilie 2008)